# Rathaus Šakiai

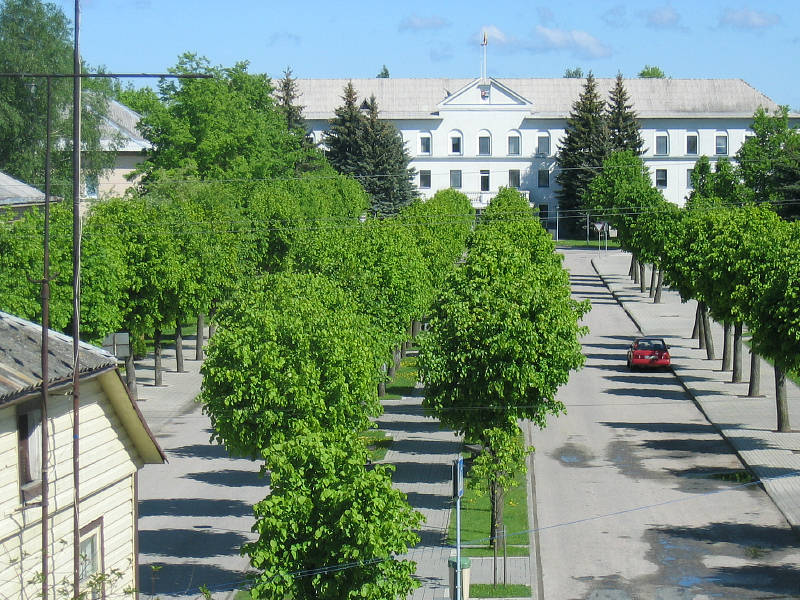
Platz vor dem Rathaus

Das Rathaus Šakiai (litauisch Šakių rotušė) ist ein ehemaliges Rathaus in Šakiai. Im Gebäude befinden sich die Verwaltung der Rajongemeinde Šakiai (Šakių rajono savivaldybė) sowie Ausstellungsräume. Im Foyer werden jeden Monat andere Arbeiten litauischer Künstler gezeigt. In der 2. Etage an der Rezeption des Bürgermeisters hängen große farbige Fotos aus der Sowjetzeit (der Breschnew-Zeit und Stagnation).